# Harvest Moon: Save the Homeland
Harvest Moon: Save the Homeland, bản phát hành ở Nhật Bản tên là Bokujō Monogatari 3: Heart ni Hi o Tsukete (牧場物語3 ハートに火をつけて), là một trò chơi mô phỏng nông trại do Victor Interactive Software phát triển và phát hành tại Nhật Bản ngày 5 tháng 7 năm 2021, Natsume phát hành tại Bắc Mỹ ngày 22 tháng 11 năm 2001. Trò chơi là một phần của loạt trò chơi điện tử nổi tiếng Story of Seasons.

## Cốt truyện
Người chơi sẽ vào vai một thanh niên 21 tuổi, ông nội của anh là ông Tony vừa qua đời và để lại trang trại của ông cho anh. Khi đến trang trại, trên danh nghĩa là để lấy đồ đạc của ông mình, nhân vật người chơi bắt gặp ba "Harvest Sprites" và Harvest Goddess", họ yêu cầu anh ta ở lại trang trại và giúp đỡ họ.
Khu vực này dự kiến sẽ bị phá bỏ trong vòng một năm để nhường chỗ cho khu nghỉ mát và công viên giải trí. Mục tiêu của trò chơi là tìm cách cứu thị trấn trước khi kết thúc năm.

## Lối chơi
Mục tiêu của Harvest Moon: Save the Homeland là tìm cách cứu ngôi làng khỏi bị biến thành khu nghỉ dưỡng vào cuối năm. Có 9 cách khả thi để cứu làng tùy thuộc vào lựa chọn của người chơi, chẳng hạn như người chơi phải làm bạn thân với dân làng nào. Trong hầu hết các kết thúc, nhân vật sẽ tham gia vào một nhiệm vụ (đào kho báu, tìm kiếm nguyên liệu phép thuật, v.v.). Không giống như các trò chơi Harvest Moon khác, Save the Homeland không có tùy chon kết hôn và sinh con.
Sau khi kết thúc, người chơi có tùy chọn khởi động lại trò chơi để cố gắng "cứu quê hương" một lần nữa, và có thể đạt được một kết thúc khác. Khi bắt đầu lại năm, người chơi có thể giữ lại tiền và động vật đã kiếm được. Mỗi lần người chơi khám phá ra một kết thúc mới, việc đó sẽ được lưu trong Danh sách Kết thúc và người chơi sẽ nhận hồ sơ của những người dân làng có liên quan đến kết thúc đó.
Giống như các trò chơi Harvest Moon khác, người chơi sẽ vào vai một nông dân sở hữu một trang trại và phát riển nó bằng cách trồng và bán các loại cây trồng cũng như thu thập sản phẩm từ động vật nuôi. Người chơi cũng có thể sở hữu bò và gà. Gà và bò hạnh phúc sẽ cho sản phẩm trứng hạng vàng và sữa hạng vàng. Trứng và sữa là thành phần trong các công thức nấu ăn và có thể được sử dụng để nấu ăn cũng như làm quà tặng hoặc thu lợi nhuận.
Người chơi có thể nuôi chó và ngựa. Ngựa có thể dùng để cưỡi đi xung quanh làng được nhanh hơn, trong khi con chó có thể được huấn luyện để làm các nhiệm vụ hữu ích, chẳng hạn như lùa bò vào chuồng.
Ngoài ra thì người chơi còn có thể đi câu cá, đào quặng trong hầm mỏ, thu nhặt món đồ và đi làm thêm ngoài giờ.

## Tiếp nhận
Trò chơi đã nhận được "đánh giá chung là thuận lợi" theo trang web tổng hợp kết quả đánh giá Metacritic.
David Smith của IGN đánh giá cao hình ảnh trong game, chỉ thua tính di động của các trò chơi Harvest Moon trên Game Boy.
Eric Bratcher của Next Generation đã gọi Save the homeland là "Một tựa game độc đáo, lôi cuốn tuyệt vời mà mọi game thủ nên chơi, mặc dù quãng đường của bạn sẽ thay đổi tùy theo sự kiên nhẫn của bạn."
Ở Nhật Bản, tạp chí Famitsu đã cho Bokujō Monogatari 3 điểm số 31 trên 40.